# Archaeovespa engeli
Archaeovespa engeli (лат.) — ископаемый вид ос рода †Archaeovespa из семейства Vespidae. Один из древнейших представителей жалящих перепончатокрылых. Обнаружен в меловом бирманском янтаре в Мьянме (Юго-Восточная Азия, около 99 млн лет).

## Описание
Мелкие ископаемые осы, длина тела 5,29—5,42 мм, длина переднего крыла 3,59—3,68 мм, длина заднего крыла 2,07—2,52 мм, длина мезосомы 1,34—1,51 м, длина метасомы 2,96—3,26 мм. От близких видов отличается следующими признаками: скапус усиков тонкий, длиннее первого членика жгутика. В переднем крыле 2m-cu близко к 3r-m, 2m-cu слегка изогнута, второй стернит брюшка в глубокой пунктировке. Передняя нога с одной голенной шпорой, вершина которой раздвоенная, средние и задние ноги имеют по одной голенной шпорой с коротким гребнем. Тело полностью от тёмно-коричневого до чёрного; жилки крыльев от тёмно-коричневых до коричневых, мембраны прозрачные. Длина головы меньше ширины, с мелкими щетинками; сложный глаз массивный, занимает большую часть боковой поверхности головы, сложный глаз длиной 0,72 мм, остро выемчатый, шире щеки; оцеллии ближе друг к другу, чем к сложным глазам, причем глазки отделены от срединного глазка больше, чем диаметр глазка; щека округлая, уже сложного глаза; наличник шире своей длины, с длинными щетинками; нижнечелюстные щупики 5-члениковые; губные щупики состоят из четырёх члеников, без длинных щетинок на последнем сегменте; первый сегмент длиннее остальных.
Усики булавовидные, 12-члениковые. Брюшко с узким черешковидным первым члеником метасомы, причем первый сегмент уже второго. Передние голени с апиковентральным рядом длинных щетинок.

## Таксономия и этимология
Вид был впервые описан 2020 году китайскими энтомологами по типовому материалу (две самки), обнаруженному в бирманском янтаре. Archaeovespa engeli это один из древнейших представителей надсемейства веспоидных ос (Vespoidea) из отряда перепончатокрылые.
Вид назван в честь американского палеоэнтомолога Майкла Энджела.